# Astrodaucus littoralis
Astrodaucus littoralis är en växtart i släktet Astrodaucus och familjen flockblommiga växter. Den beskrevs först av Friedrich August Marschall von Bieberstein, och fick sitt nu gällande namn av Carl Georg Oscar Drude.
Arten är ettårig och växer i länderna omkring Svarta havet, från Bulgarien i sydväst till Kaukasus i sydost.